# Michael Maccoby
Michael Maccoby, född 5 mars 1933 i Mount Vernon, New York, död 5 november 2022, var en amerikansk psykolog och antropolog.
Maccoby var en tid verksam vid "The Mexican Institute of Psychoanalysis" där han samarbetade med psykologen Erich Fromm. Tillsammans genomförde de en studie om den "sociala karaktären" i en mexikansk by. 
Senare ägnade sig Maccoby främst åt forskning om ledarskap. Boken "Spelaren" blev en mycket uppmärksammad bok om amerikanska företagsledares psykologiska orientering. Maccoby visade att många företagsledare kännetecknades av en vinnarattityd, något han fann problematiskt för deras känslomässiga utveckling. Han har senare skrivit flera böcker om ledarskapets psykologi och dess relation till samhällsutvecklingen. Maccoby var även verksam vid Harvard Universitetet där han ledde ett projekt om "Technology, Public Policy and Human Development" åren 1978−1990. Han arbetade också i Sverige och studerade där flera svenska ledare, till exempel Pehr G. Gyllenhammar och Jan Carlzon. 
I boken "The Productive Narcissist" analyserade Maccoby den produktiva narcissistiske ledaren. Han menade att narcissismen kan ha en positiv funktion för en ledare. Men han varnade även för narcissismens negativa potential. En VD Larry Ellison (Oracle) uttryckte till exempel att: "den enda skillnaden mellan Gud och Larry är att Gud inte tror att han är Larry". En sådan självöverskattning kan då leda till ödesdigra konsekvenser för till exempel ett företags framtid.
Michael Maccoby var också verksam som konsult och president i "Maccoby Group" i Washington DC.